# Bit Corporation
Bit Corporation (普澤 Pu Ze en chino) fue una empresa con sede en Taiwán, dedicada al desarrollo de videojuegos para videoconsolas y la fabricación de ordenadores domésticos y consolas de sobremesa y mano. Desapareció en 1992 debido a dificultades financieras.

## Juegos
Bit Corporation es una de las pocas empresas taiwanesas que desarrollaron software original para la Atari 2600 en lugar de limitarse a piratear los juegos de otras casas. Sus juegos se lanzaron a nivel mundial, bien bajo su propio nombre o bien bajo la marca ' Puzzy. Estos juegos incluyen:
- Bobby Is Going Home (Bobby Geht Heim)
- Dancing Plate
- Mr. Postman (Der Postman)
- Mission 3000
- Open, Sesame! (Sesam, Offne Dich)
- Phantom Tank (Phantom-Panzer)
- Schnecke Gegen Eichhornchen
- Schnecke Und Eichhörnchen
- See Monster
- Snail Against Squirrel
- Space Tunnel (Weltraum-Tunnel)
- Tanzende Teller

La empresa también produjo juegos para la NES y Famicom incluyendo Duck, Othello, Jackpot y Crime Busters; todos excepto Crime Busters que fueron distribuidos en Australia por Home Entertainment Suppliers, mientras que Crime Busters fue distribuido en Brasil por Gradiente.

## Hardware
La empresa produjo clones de la Famicom, Atari 2600 y Sega SG-1000. Además de ello, creó los siguientes productos:
- Bit 60: ordenador doméstico compatible con la Atari 2600.
- Bit 90: ordenador doméstico compatible con la ColecoVision.[6]
- Dina / Telegames Personal Arcade: clon de la ColecoVision que también podía ejecutar cartuchos de la Sega SG-1000
- Gamate: fue la primera consola de mano original fabricada en Taiwán. El nombre de la empresa aparece en la pantalla de presentación de cada juego, el equipo y la caja y documentación (tanto de la consola como de los juegos). No obstante, parece que otras dos empresas, Dunhuang Technology y Gamtec, pueden haberse involucrado en el software y hardware respectivamente.[7] Este fue sin embargo el último lanzamiento de Bit Corporation, pues cierra en  1992 por «dificultades operacionales».[8]